# Sông Đắk R' Keh
Sông Đắk R' Keh (tên khác: sông Đắk Anh Kống) là một con sông đổ ra sông Đồng Nai. Sông Đắk R' Keh chảy qua các tỉnh Bình Phước, Đắk Nông .
Sông có chiều dài 50 km và diện tích lưu vực là 324 km² . 

## Dòng chảy
Sông Đăk R'Keh bắt nguồn từ xã Kiến Thành, Đắk R'lấp 11°59′02″B 107°31′23″Đ / 11,983916°B 107,522963°Đ, chảy hướng nam.
Qua xã Đăk Sin và Hưng Bình huyện Đăk R’lấp tỉnh Đắk Nông và xã Đồng Nai huyện Bù Đăng tỉnh Bình Phước thì đổ vào sông Đồng Nai.

## Thủy điện Đăk Sin
Thủy điện Đắk Sin hiện có 1 bậc là Đăk Sin 1, xây dựng trên dòng Đắk R'Keh tại vùng đất xã Đăk Sin và Hưng Bình huyện Đăk R’lấp.
Thủy điện Đắk Sin 1 công suất lắp máy 28 MW với 2 tổ máy, hoàn thành tháng 10/2015.
11°49′14″B 107°27′31″Đ / 11,820482°B 107,458698°Đ